# Xmas Santa
『Xmas Santa』(クリスマス・サンタ)は、日本の歌手である絢香の9作目の配信限定シングル。

## 解説
単独名義でのシングルとしては、『道しるべ』より約9ヶ月ぶりのリリースとなる。
本作は絢香自身初のクリスマスソングとなり、2020年が新型コロナウイルスによる激動の1年となり、その最後のイベントとなるクリスマスに「全ての人々が少しでも元気になり、明るく過ごせるようになってくれますように。」と言う絢香の願いが込められた曲となっていると言う。
アレンジとしては、クリスマスにワクワクするようなアレンジと、高揚感と繊細かつ美しいコーラスを幾重にも折り重ねた仕上がりになっており、これまでに無かったスタイルの楽曲となったのだと言い、誰もが口ずさめるようなフレーズと随所にクリスマスが楽曲にちりばめられており、繰り返し聴き返したくなるような仕上がりにしたのだと言う。
また、本作のジャケット写真は、世界的に活躍をしていると言うミニチュア写真家・田中達也が担当しており、絢香とは初のタッグを組む形となり、楽曲の世界観をミニチュアによって表現した作品が制作された。
また、ミュージックカード付きのクリスマスカードも同時に発売がなされ、ジャケット写真にちりばめられた世界観をリアリティーに感じられるポップアップ型クリスマスカードとなっている。

## 楽曲に関するコメント
絢香
今回の私にとって初のクリスマス・ソングのために田中さんがミニチュアアートを作っていただけてとても心踊る気持ちになりました。完成した作品を拝見してみて、この曲で表現したかったクリスマス独特の高揚感、一年がもうすぐ終わりを告げる寂しさや、大切な人と過ごす温かな時間を感じ取ることが出来、とても嬉しく思いました。クリスマスカードも素敵な仕上がりになったので、是非お手元に取っていただけると幸いです。
田中達也
絢香さん初のクリスマス・ソングと言う貴重な機会に巡り会えて、光栄に余る思いです。今回のクリスマス・ソングを耳にしながら、作品を通してクリスマスへの賑わいと期待を寄せていただけたら嬉しいです。

## 収録曲
1. Xmas Santa (3:59)
作詞・作曲：絢香 / 編曲：UTA